# 뤄원간

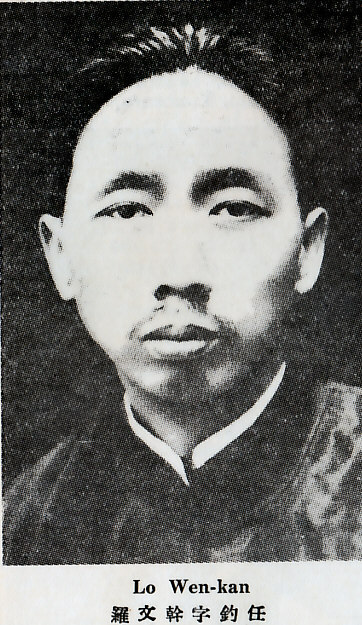

뤄원간(羅文幹, 나문간, 1888년 ~ 1941년 10월)은 중화민국의 정치인이다. 자(字)는 균임(鈞任)이다. 광둥성 사람이다.
1931년, 국민당정부사법행정부장을 지냈다. 1932년 외교부장을 지냈다. 1934년 10월 또다시 사법행정부 직무를 맡았다. 1941년 10월 광둥성에서 53세의 나이로 열대열 말라리아로 사망했다.